# Дубовое (Саратовская область)
Дубовое — село в Духовницком районе Саратовской области, административный центр сельского поселения Березово-Лукское муниципальное образование.
Население — 458 (2010) человек.

## История
В Списке населённых мест Российской империи по сведениям за 1859 год упоминается как казённая деревня Дубовая, расположенная в прибрежье Волги, при реке Чагре, на расстоянии 78 вёрст от уездного города. Деревня относилась к Николаевскому уезду Самарской губернии. В населённом пункте проживало 657 мужчин и 665 женщин. 
После крестьянской реформы Дубовая была отнесена к Берёзоволукской волости. Согласно населённых мест Самарской губернии по сведениям за 1889 год в деревне насчитывалось 353 двора, проживали 1532 жителя, русские и мордва православного и раскольнического вероисповедания. Земельный надел составлял 4177 десятин удобной и 879 десятин неудобной земли, имелись 2 ветряные мельницы. Согласно переписи 1897 года в деревне Дубовой проживали 2043 жителя, из них православных — 1885.
Согласно Списку населённых мест Самарской губернии 1910 года в селе Дубовом проживали 1412 мужчин и 1492 женщины (русские и мордва), имелись церковь, земская и церковно-приходская школы, механическая мукомольная мельница.

## Физико-географическая характеристика
Село находится в Заволжье, при заливе Саратовского водохранилища, образовавшемся в низовьях реки Чагра, на высоте около 40 метров над уровнем моря (северо-западнее села Берёзовая Лука). Почвы — чернозёмы южные.
Село расположено примерно в 22 км по прямой в северо-восточном направлении от районного центра посёлка Духовницкое. По автомобильным дорогам расстояние до районного центра составляет 27 км, до города Балаково — 120 км, до областного центра города Саратов — 280 км, до Самары — 280 км (через Пугачёв).
Часовой пояс
Дубовое, как и вся Саратовская область, находится в часовой зоне МСК+1. Смещение применяемого времени относительно UTC составляет +4:00.

## Население
Динамика численности населения по годам:
| Годы      | 1859 | 1889 | 1897 | 1910 | 2002 |
| --------- | ---- | ---- | ---- | ---- | ---- |
| Население | 1322 | 1532 | 2043 | 2904 | 530  |

| 2002 | 2010 |
| ---- | ---- |
| 530  | ↘458 |

Национальный состав
Согласно результатам переписи 2002 года русские составляли 93 % населения села.